# Justice avec des saucisses
Albums de Les Wriggles
Les Wriggles partent en live
(1999)
Justice avec des saucisses est le premier album du groupe les Wriggles sorti en 1997.

## Liste des titres
| 1.    | 16h07                             |                                                                            |      |
| 2.    | Petit navire                      |                                                                            | 2:31 |
| 3.    | Plouf                             |                                                                            | 1:51 |
| 4.    | Passe ton bac                     |                                                                            | 2:01 |
| 5.    | Un peu plus tard, au même moment… |                                                                            |      |
| 6.    | Dans mon quartier                 |                                                                            | 2,46 |
| 7.    | Y'a personne                      |                                                                            | 1:35 |
| 8.    | Dieubouddhallah                   |                                                                            | 4:44 |
| 9.    | 16h43                             |                                                                            |      |
| 10.   | Tchou tchou tchiguidiguidik       |                                                                            | 1:06 |
| 11.   | Géraldine                         | Frédéric Volovitch                                                         | 3:12 |
| 12.   | Oh putain non !                   |                                                                            | 1:54 |
| 13.   | Mr Johnson                        |                                                                            | 0:52 |
| 14.   | Le Petit Poisson                  |                                                                            | 2:50 |
| 15.   | Rebecca                           |                                                                            | 2:11 |
| 16.   | Petite Candy                      |                                                                            | 2:58 |
| 17.   | PSG                               | Stéphane Gourdon, Antoine Réjasse, Christophe Gendreau, Frédéric Volovitch | 3:37 |
| 18.   | La Pâte à modeler                 | Antoine Réjasse, Franck Zerbib, P. Joubert                                 | 2:06 |
| 19.   | Monolithe                         |                                                                            | 2:49 |
| 20.   | 17h26                             |                                                                            |      |
| 41:34 |                                   |                                                                            |      |

## Fiche Technique
- Réalisation : Alain Butte
- Les Wriggles : Christophe Gendreau, Stéphane Gourdon, Antoine Réjasse, Frédéric Volovitch et Franck Zerbib
- Aide à la conception sonore : François Vatin
- Conception graphique : Laurent Gourdon
- Éditions : Blue Line Production|Blue Line
- Guitare solo sur 6, 11, 16 et 17 : Greg Andrieu
- Guest rires et voisinage : Bernard
- Illustration : Olivier Klein
- Photos : Pascal Aimar